# Aporophyla lunula
Aporophyla lunula là một loài bướm đêm trong họ Noctuidae.